# Aeschynanthus buxifolius
Aeschynanthus buxifolius är en tvåhjärtbladig växtart som beskrevs av Hemsley. Aeschynanthus buxifolius ingår i släktet Aeschynanthus och familjen Gesneriaceae. Inga underarter finns listade i Catalogue of Life.